# Чунцінський метрополітен

Хронологія розвитку системи

Чунцінський метрополітен (кит.: 重庆轨道交通) — система ліній метро та монорейки в місті Чунцін, КНР. Через надскладний рельєф міста, Чунцінський метрополітен відрізняється багатьма не стандартними рішеннями. Деякі станції монорейки вбудовані в житлові будинки, також в системі є декілька надглибоких станцій. На приклад станція «Hongtudi» на лініях 6 та 10 розташована на глибині 94 метра. В системі є декілька метромостів через Янцзи та Цзялінцзян, потяги на одному з яких рухаються на вишині 100 метрів над рівнем ріки. На маршруті майбутньої Кільцевої лінії будується два метромости через Янцзи довжина яких буде понад кілометр. Всі станції обладнані системою горизонтальний ліфт.

## Історія
Будівництво метрополітену в місті планувалося ще наприкінці 1940-х. Пізніше у 1960-х та 1980-х розроблялися різні проекти але жодний з них не був реалізований. Технологію монорейки на початкових лініях вибрали через те що потяги монорейки здатні долати більші радіуси кривих та більші нахили. Будівництво монорейки розпочалося 26 грудня 1999 року, за участю японських фахівців. Тестова експлуатація початкової ділянки з 5 станцій та 5 км розпочалася у листопаді 2004 року. Офіційне відкриття відбулося у 2005.

## Лінії
Влітку 2019 року в місті працює 6 лінії метрополітену (Лінії 0 (кільцева), 1, 4, 5, 6, 10) та 2 лінії монорейки (Лінії 2 та 3). Потяги метрополітену живляться від повітряної контактної мережі, монорейки від третьої рейки. Система працює з 6:30 до 22:30.
| №   | Дата відкриття   | Останнє продовження | Кількість станцій | Кінцеві станції                             | Довжина в км | Кількість підземних станцій |
| --- | ---------------- | ------------------- | ----------------- | ------------------------------------------- | ------------ | --------------------------- |
|     | 28 грудня 2018   | 1 липня 2019        | 20                | кільцева лінія                              | 33,7         | 18                          |
|     | 28 липня 2011    | 30 грудня 2014      | 23                | «Xiaoshizi» — «Jiandingpo»                  | 38,9         | 15                          |
|     | 6 листопада 2004 | 30 грудня 2014      | 25                | «Jiaochangkou» — «Yudong»                   | 31,4         | 3                           |
|     | 29 вересня 2011  | 28 грудня 2016      | 45                | «Yudong» — «Terminal 2 of Jiangbei Airport» | 67,1         | 11                          |
|     | 28 грудня 2018   | 11 січня 2019       | 8                 | «Min'an Ave» — «Tangjiatuo»                 | 15,4         | 6                           |
|     | 28 грудня 2017   | 24 грудня 2018      | 10                | «The EXPO Garden Center» — «Dashiba»        | 17           | 9                           |
|     | 28 вересня 2012  | 28 січня 2016       | 37                | «Chayuan» — «Beibei»                        | 85,6         | 31                          |
| (1) | 28 грудня 2017   | 28 грудня 2018      | 19                | «Wangjiazhuang» — «Liyuchi»                 | 34           | 18                          |

## Розвиток
На липень 2019 року в місті будується: розширення Лінії 5 на 26 станцій, Лінії 6 на 7 станцій та Лінії 10 на 8 станцій, та ще декілька нових ліній

## Галерея

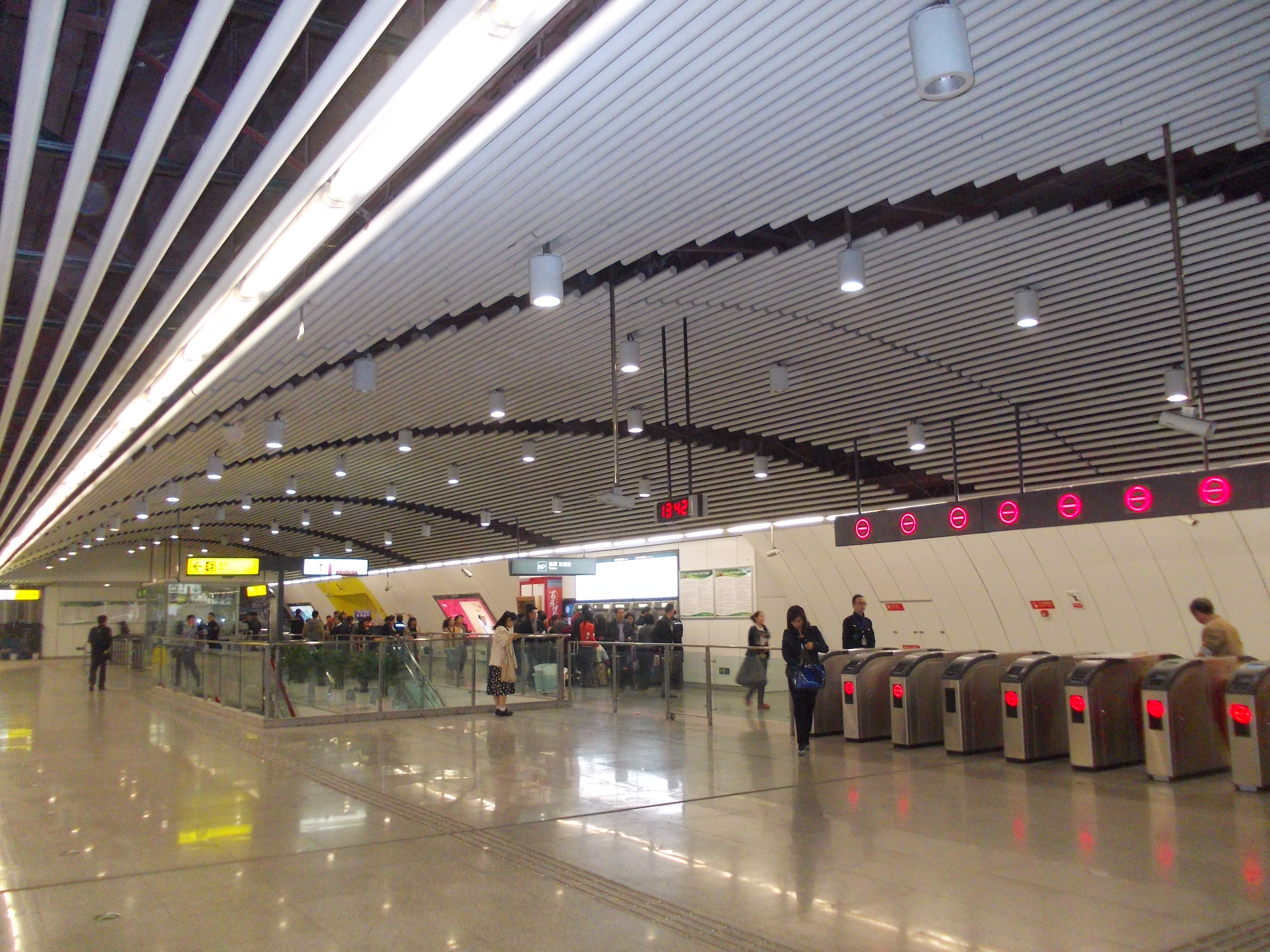
Вестибюль станції «Xiaoshizi», Лінія 1
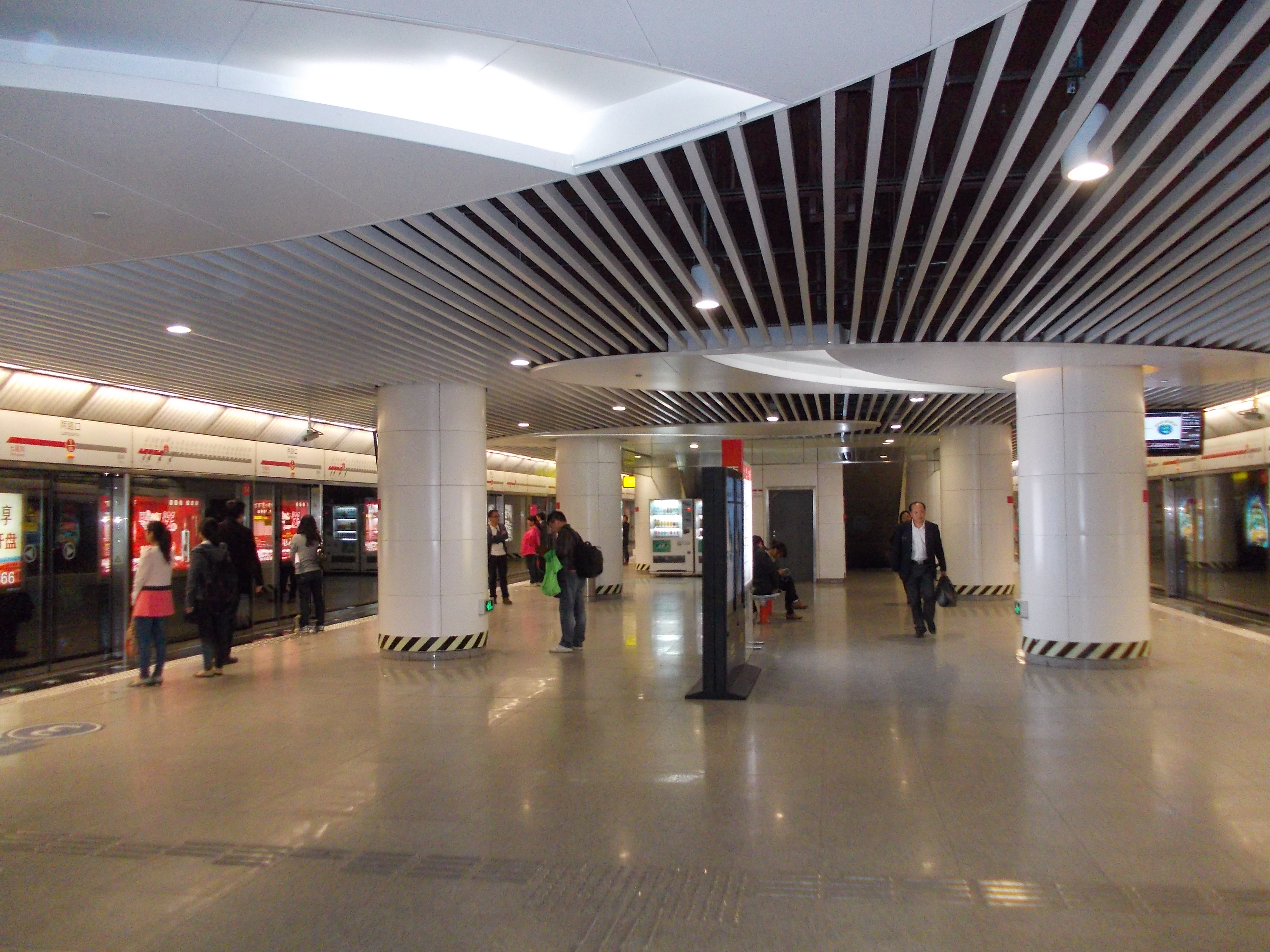
Платформа станції «Lianglukou», Лінія 1
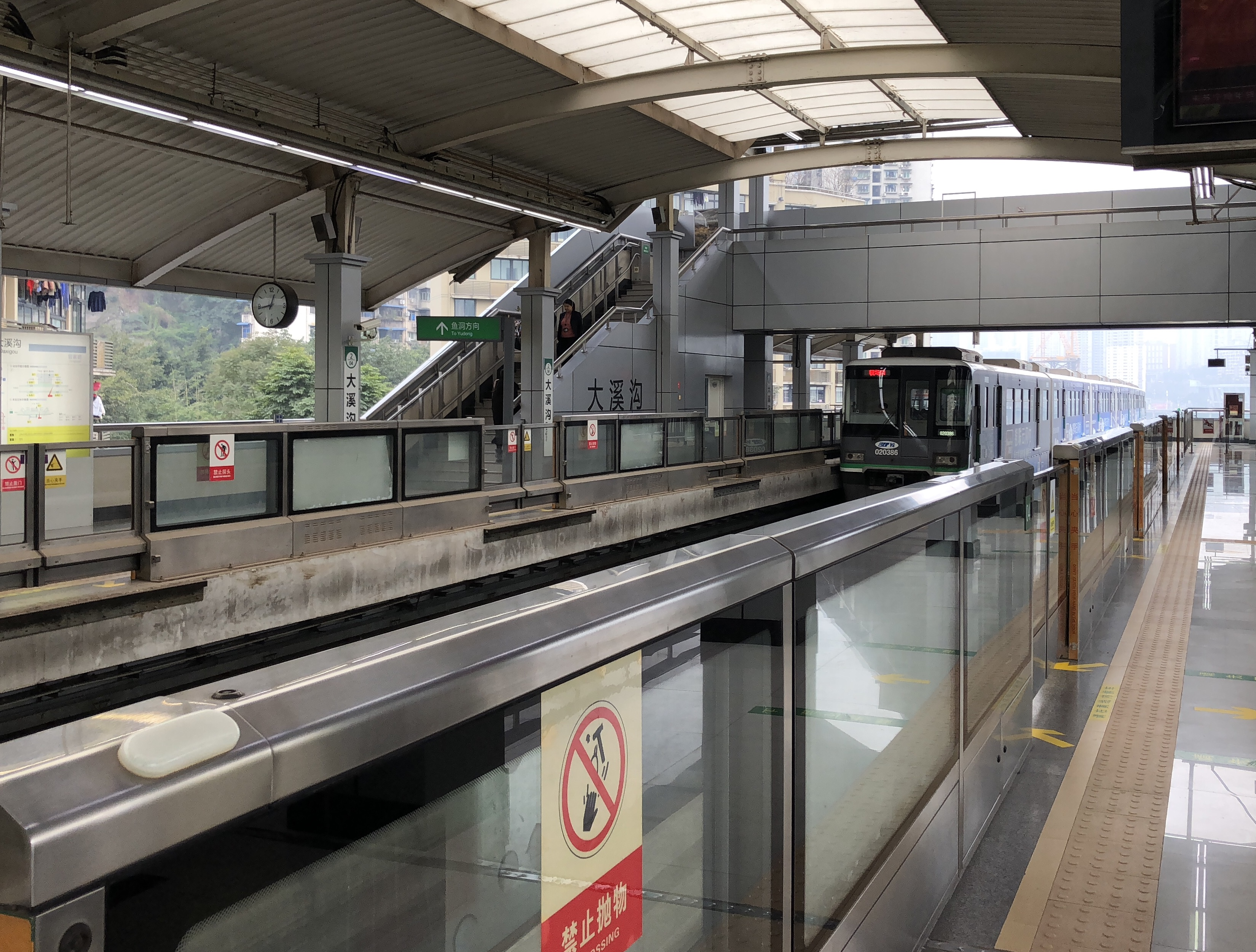
Платформа естакадної станції «Daxigou», Лінія 2
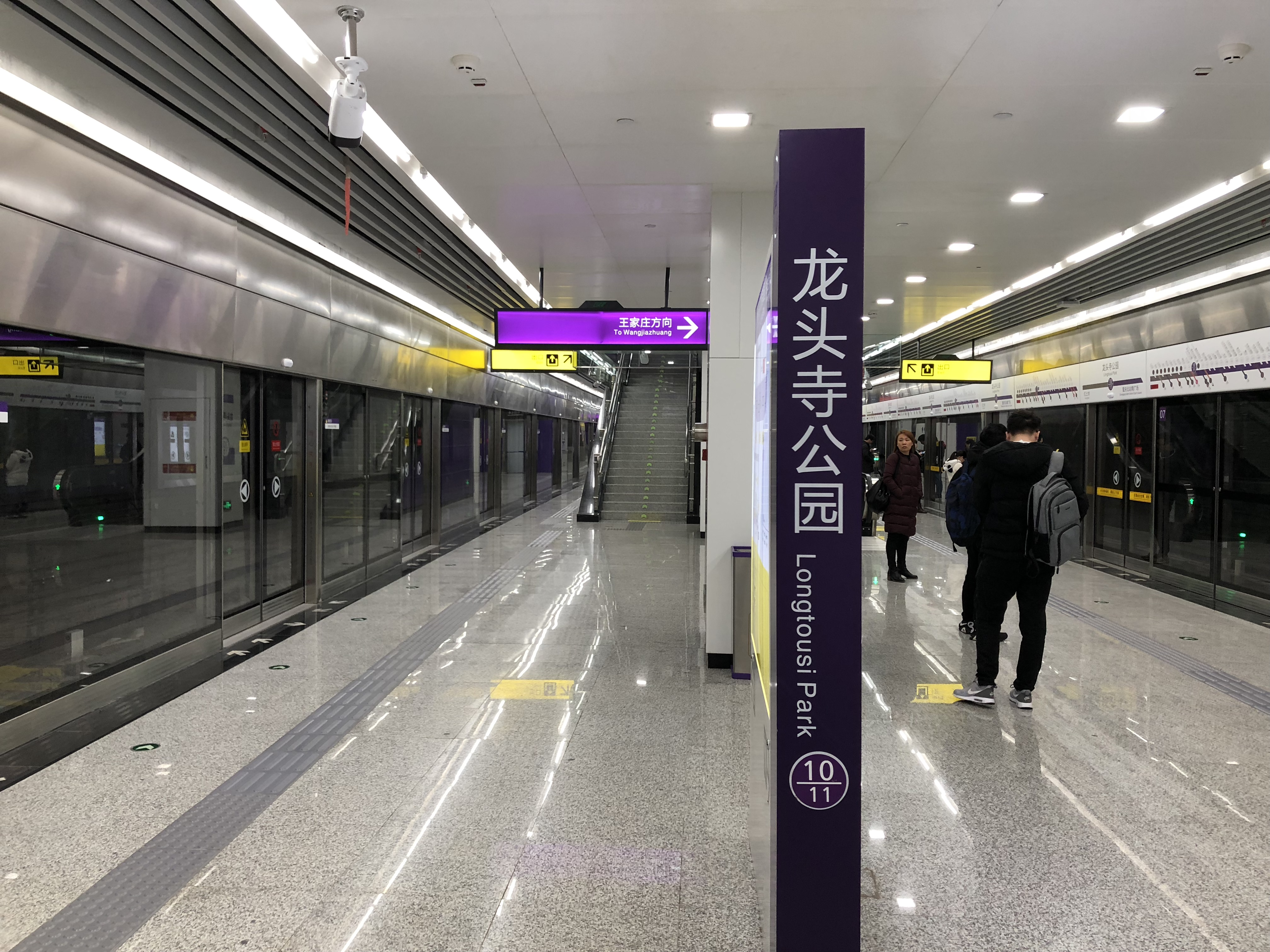
Платформа станції «Longtousi Park», Лінія 10
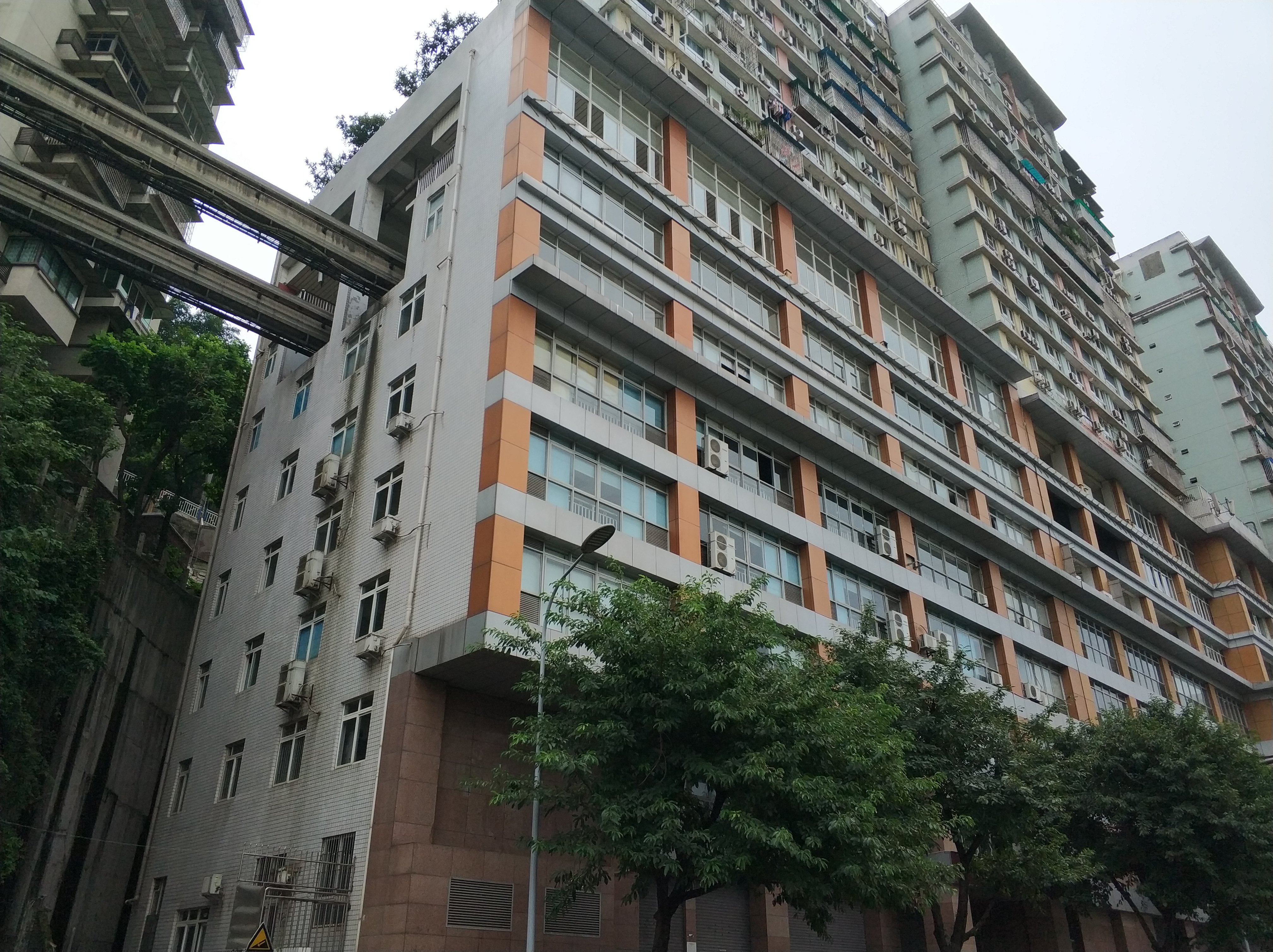
Станція монорейки «Liziba» вбудована в житловий будинок
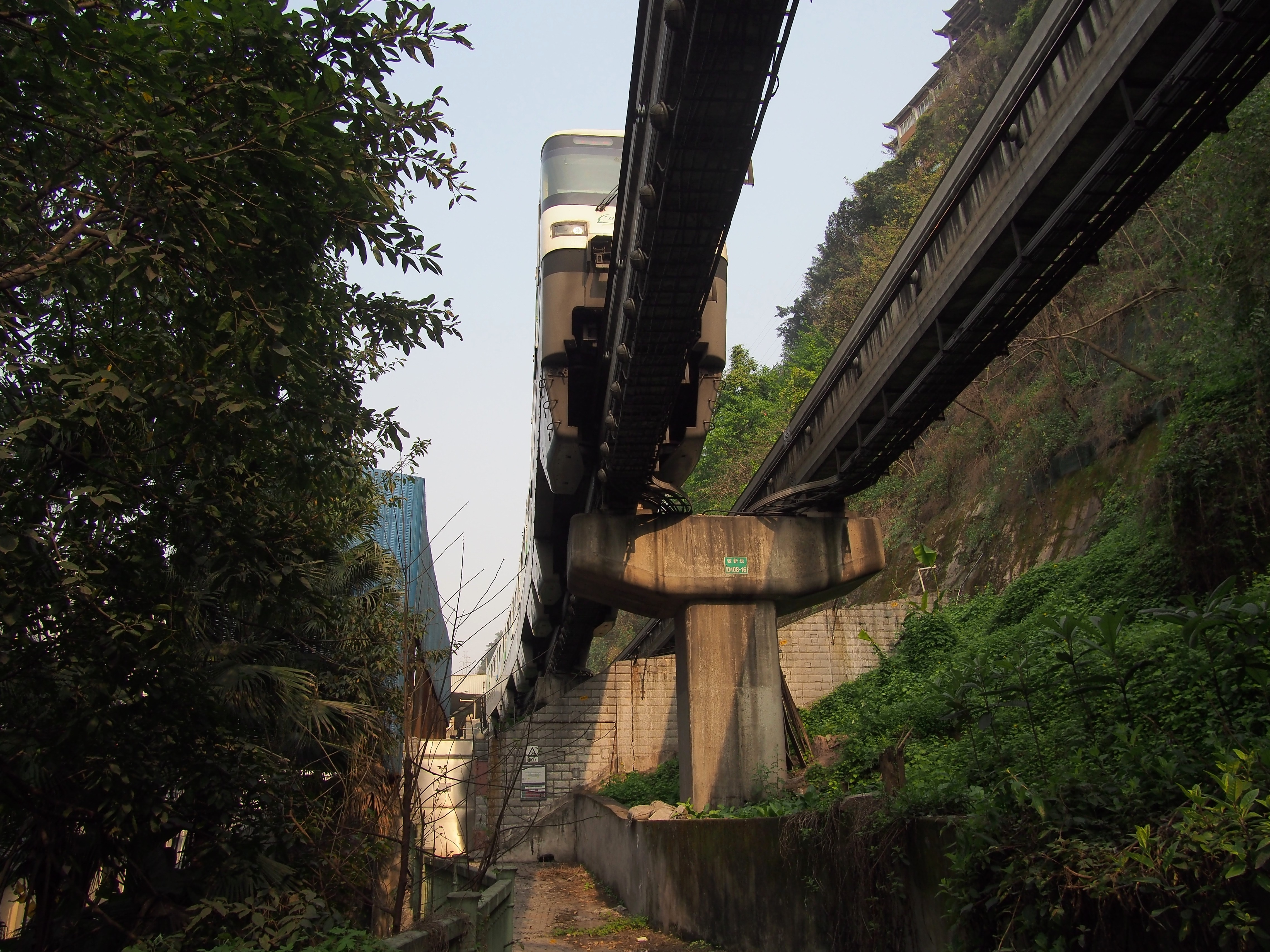
Лінія монорейки на крутому схилі
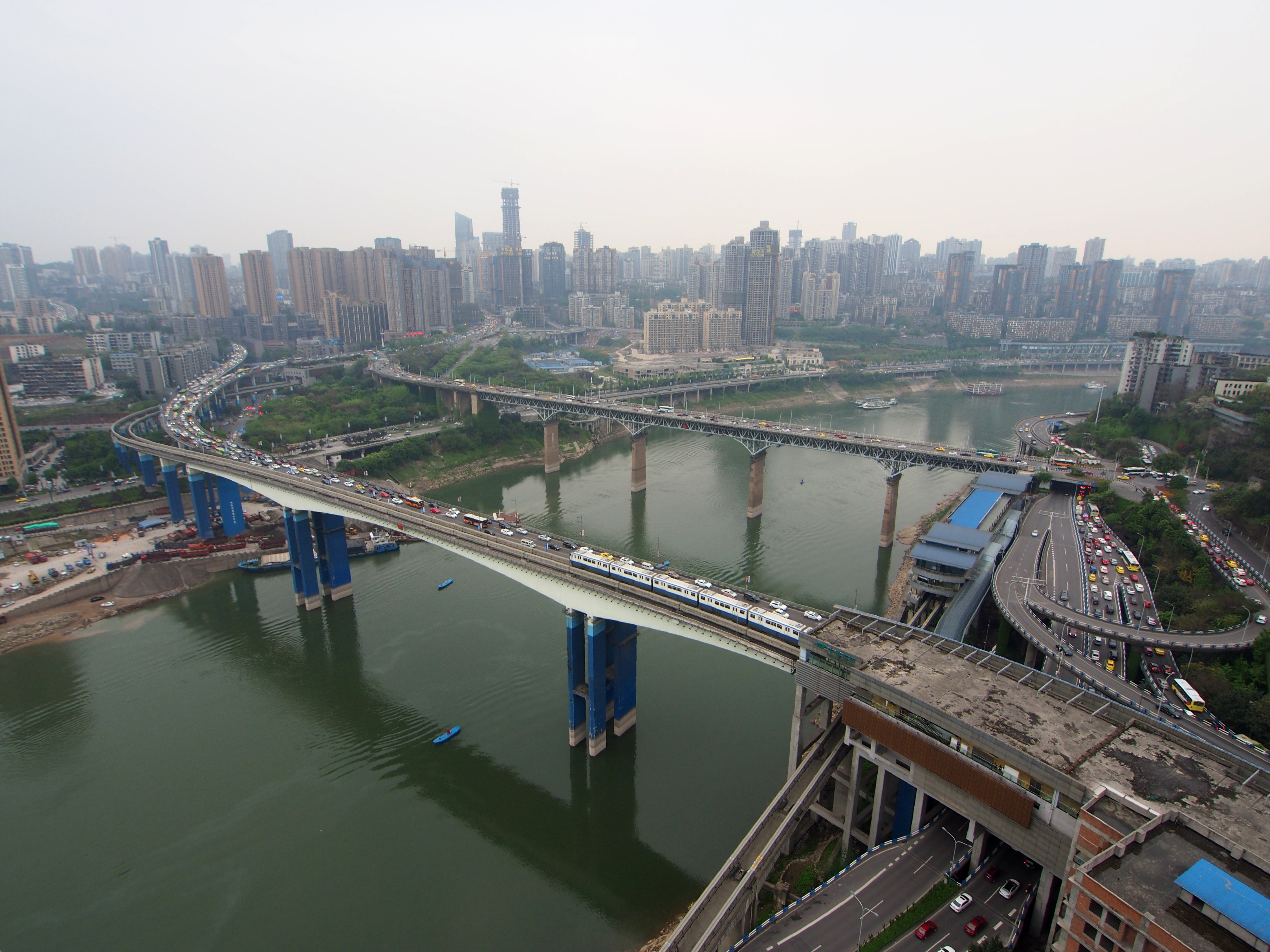
Мости та багаторівневі естакади
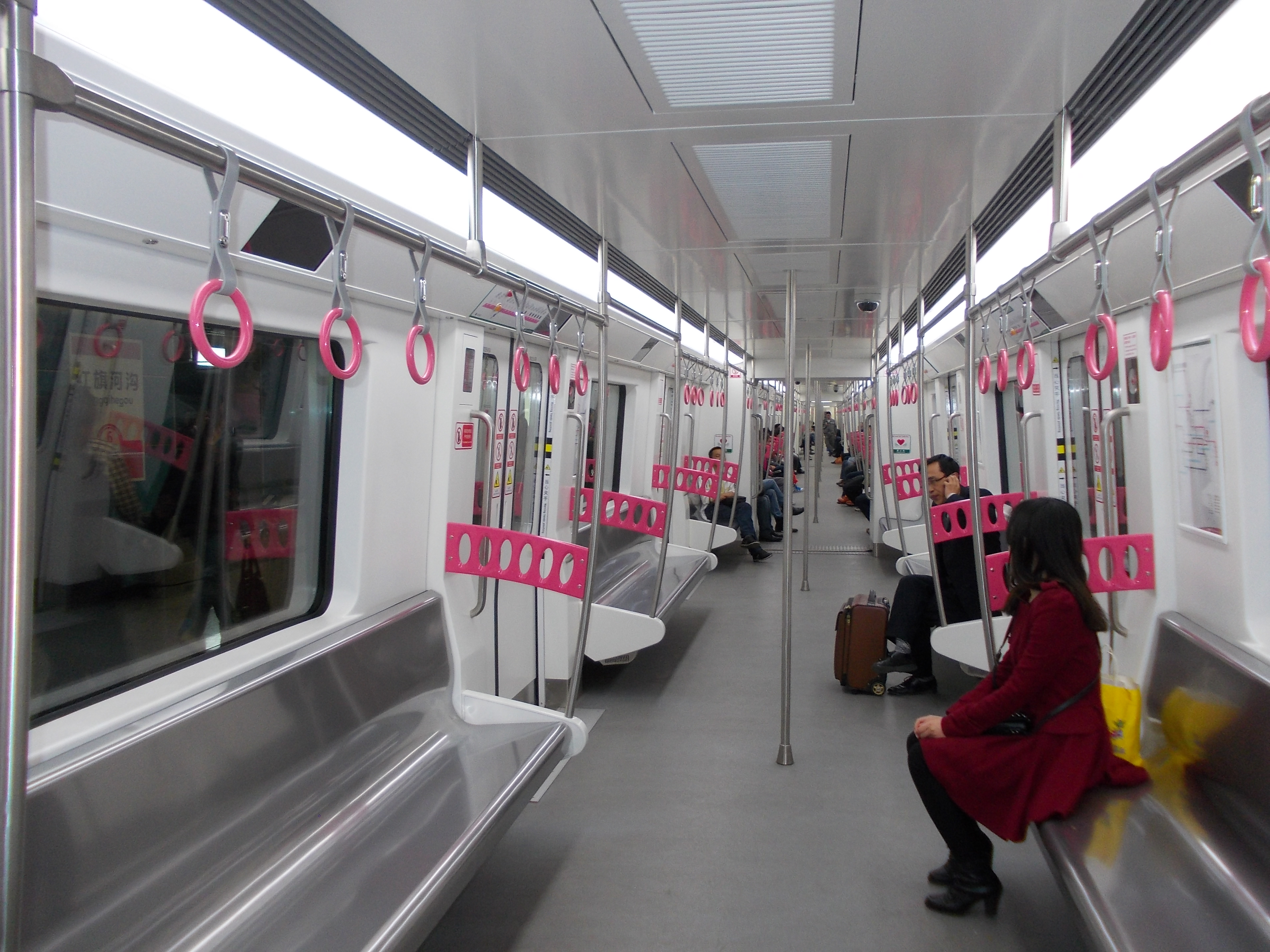
Всередині вагона, Лінія 6